# Verbascum kavinae
Verbascum kavinae är en flenörtsväxtart som beskrevs av Johann Christoph Röhling. Verbascum kavinae ingår i släktet kungsljus, och familjen flenörtsväxter. Inga underarter finns listade i Catalogue of Life.